# サンダーズ郡 (モンタナ州)
座標: 北緯47度40分 西経115度08分 / 北緯47.66度 西経115.13度
サンダーズ郡（英: Sanders County）は、アメリカ合衆国モンタナ州の西北部に位置する郡である。2010年国勢調査での人口は11,413人であり、2000年の10,227人から11.6％増加した。郡庁所在地はトンプゾンフォールズ市（人口1,313人）であり、同郡で人口最大の町でもある。

## 地理
アメリカ合衆国国勢調査局に拠れば、郡域全面積は2,790平方マイル (7,226 km2)であり、このうち陸地は2,762平方マイル (7,150 km2)、水域は28平方マイル (73 km2)で水域率は1.00％である。

### 隣接する郡
- リンカーン郡 - 北
- フラットヘッド郡 - 北東
- レイク郡 - 東
- ミズーラ郡 - 南東
- ミネラル郡 - 南
- ショショーニ郡 (アイダホ州) - 西
- ボナー郡 (アイダホ州) - 北西

### 国立保護地域
- カニクス国立の森（部分）
- クートニー国立の森（部分）
- ロロ国立の森（部分）
- 国立バイソン保護区（部分）

## 動物相
サンダース郡では様々な鳥など野生生物が見られる。キンクロハジロがブル川沿いで観察されている。両生類のラフスキンド・イモリは、アメリカ合衆国西部の他のものとは断絶した分離種がトンプソンフォールズで見られる。

## 人口動態
以下は2000年の国勢調査による人口統計データである。
| 基礎データ - 人口: 10,227人 - 世帯数: 4,273 世帯 - 家族数: 2,897 家族 - 人口密度: 1人/km2（4人/mi2） - 住居数: 5,271軒 - 住居密度: 1軒/km2（2軒/mi2） 人種別人口構成 - 白人: 91.91% - アフリカン・アメリカン: 0.13% - ネイティブ・アメリカン: 4.74% - アジア人: 0.30% - 太平洋諸島系: 0.01% - その他の人種: 0.26% - 混血: 2.64% - ヒスパニック・ラテン系: 1.55% 先祖による構成 - ドイツ系：20.1％ - イギリス系：12.1％ - アイルランド系：11.0％ - アメリカ人：7.9％ - ノルウェー系：6.5％ 言語による構成 - 英語：96.9％ - ドイツ語：1.4％ - スペイン語：1.2％ | 年齢別人口構成 - 18歳未満: 23.8% - 18-24歳: 5.5% - 25-44歳: 22.1% - 45-64歳: 31.8% - 65歳以上: 16.9% - 年齢の中央値: 44歳 - 性比（女性100人あたり男性の人口） - 総人口: 102.1 - 18歳以上: 100.5 世帯と家族（対世帯数） - 18歳未満の子供がいる: 26.2% - 結婚・同居している夫婦: 57.3% - 未婚・離婚・死別女性が世帯主: 7.1% - 非家族世帯: 32.2% - 単身世帯: 28.0% - 65歳以上の老人1人暮らし: 11.6% - 平均構成人数 - 世帯: 2.35人 - 家族: 2.86人 収入と家計 - 収入の中央値 - 世帯: 26,852米ドル - 家族: 31,340米ドル - 性別 - 男性: 28,340米ドル - 女性: 17,630米ドル - 人口1人あたり収入: 14,593米ドル - 貧困線以下 - 対人口: 17.2% - 対家族数: 13.3% - 18歳未満: 23.3% - 65歳以上: 9.2% |

### 収入

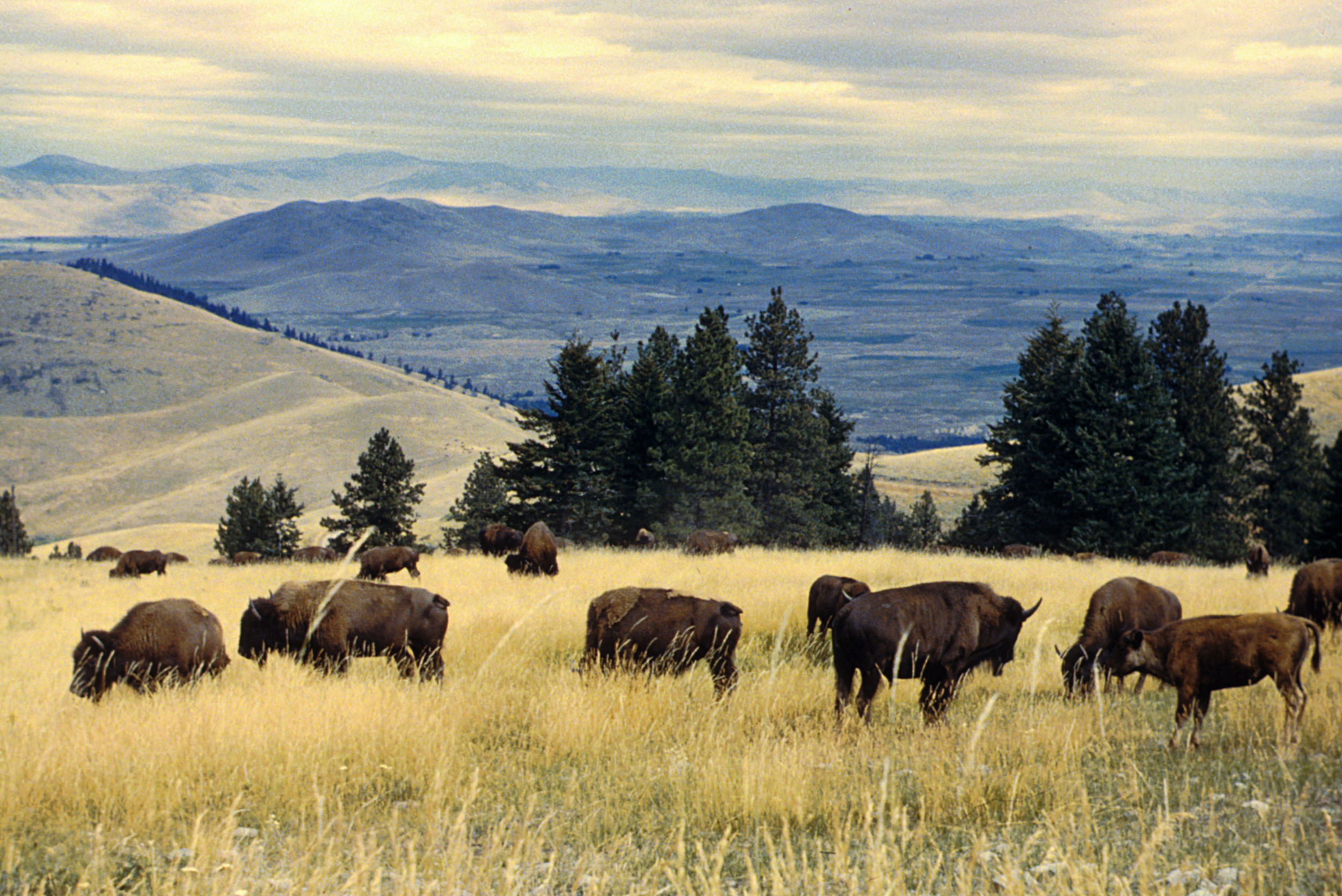
国立バイソン保護区で草を食むアメリカバイソンの群れ

## 都市と町

### 都市
- トンプゾンフォールズ - 郡庁所在地
- プレインズ

### 町
- ホットスプリングス

### 国勢調査指定地域
- ディクソン
- ヘロン
- ローンパイン
- ナイアラダ
- ノクソン
- オールドエージェンシー
- パラダイス
- トラウトクリーク

## 交通
ホットスプリングス空港は郡が所有し、公共用途の空港であり、ホットスプリングス中心事業地区の東2海里 (4 km) にある。